# East Cathlamet
East Cathlamet  est une census-designated place américaine de l'État de Washington dans le comté de Wahkiakum. 
La population était de 491 habitants en 2010.